# Henrik Johan Walbeck
Henrik Johan Walbeck, född 11 oktober 1793 i Åbo, död där 23 oktober 1822 (genom självmord), var en finländsk astronom och geodet. 
Walbeck blev student 1808 och magister 1815 samt docent i tillämpad matematik 1816, allt vid Kejserliga akademien i Åbo. Han utgav flera disputationer, främst i astronomi; bland annat tillämpade han sannolikhetskalkylen och minsta kvadratmetoden vid bearbetandet av observationsmaterialet.
Efter att man 1817 beslutat att uppföra ett observatorium (tidigare hade universitetet endast ägt obetydliga astronomiska instrument), blev Walbeck observator och förste föreståndare där. Han anskaffade modern astronomisk utrustning i Tyskland, av vars astronomer han blev högt skattad.
Walbeck samarbetade även med Friedrich Georg Wilhelm von Struve i Dorpat för att i Finland fortsätta dennes i östersjöprovinserna påbörjade gradmätning. Under somrarna 1821 och 1822, utförde han, delvis jämte Struve, rekognosceringsarbeten för detta ändamål. Walbeck var bland annat korresponderande ledamot av svenska Vetenskapsakademien (1817) och ledamot av Astronomical Society i London (1820).
Asteroiden 1695 Walbeck är uppkallad efter honom.

### Uppslagsverk
- Walbeck, Henrik Johan i Nordisk familjebok (andra upplagan, 1921)
- Walbeck, Henrik Johan i Uppslagsverket Finland (webbupplaga, 2012). CC-BY-SA 4.0